# Short track na Zimowych Igrzyskach Olimpijskich 2002
Short track na Zimowych Igrzyskach Olimpijskich 2002 odbył się w dniach 13–23 lutego 2002 roku. Zawodnicy i zawodniczki walczyli w czterech męskich i w czterech kobiecych konkurencjach: biegach na 500m, 1000m, 1500m, oraz sztafecie kobiet (na 3000m) i sztafecie mężczyzn (na 5000m). Łącznie rozdano osiem kompletów medali. Zawody odbyły w Salt Lake City, na obiekcie Salt Lake Ice Center. 

## Mężczyźni

### 500 m
| Medal  | Zawodnik           | Czas   |
| Złoto  | Marc Gagnon        | 49.802 |
| Srebro | Jonathan Guilmette | 49.994 |
| Brąz   | Rusty Smith        | 50.027 |

### 1 000 m
| Medal  | Zawodnik         | Czas     |
| Złoto  | Steven Bradbury  | 1:29.109 |
| Srebro | Apolo Anton Ohno | 1:30.160 |
| Brąz   | Mathieu Turcotte | 1:30.563 |

Bradbury to zawodnik, który miał najwięcej „szczęścia” w historii tego sportu. W ćwierćfinale ukończył wyścig na miejscu trzecim (premiuje się tylko dwa najlepsze wyniki), ale po dyskwalifikacji Marca Gagnona dostał się do półfinału. Tam na jedno okrążenie do końca zajmował piątą lokatę, ale kraksa trzech spośród czterech prowadzących zawodników pozwoliła mu wejść do finału z drugiego miejsca.
W finale jechał na ostatnim miejscu, tracąc do prowadzącej grupy kilkanaście metrów, ale na ostatnim wirażu cały peleton wywrócił się z powodu błędu lidera, a Australijczyk spokojnie minął metę na pierwszym miejscu. Był to pierwszy złoty medal dla Australii i pierwsze mistrzostwo olimpijskie kraju z półkuli południowej. Faworyt Ohno najszybciej podniósł się z lodu i wślizgnął się na metę tuż przed trzecim Turcottem.

### 1 500 m
| Medal  | Zawodnik         | Czas     |
| Złoto  | Apolo Anton Ohno | 2:18.541 |
| Srebro | Li Jiajun        | 2:18.731 |
| Brąz   | Marc Gagnon      | 2:18.806 |

Ohno ukończył wyścig na drugim miejscu, ale po dyskwalifikacji Koreańczyka Kim Dong-sunga został mistrzem olimpijskim.

### Sztafeta 5 000 m
| Medal  | Zawodnik                                                                                         | Czas     |
| Złoto  | Kanada (Éric Bédard, Marc Gagnon, Jonathan Guilmette, François-Louis Tremblay, Mathieu Turcotte) | 6:51.579 |
| Srebro | Włochy (Michele Antonioli, Maurizio Carnino, Fabio Carta, Nicola Franceschina, Nicola Rodigari)  | 6:56.327 |
| Brąz   | Chiny (Li Jiajun, An Yulong, Li Ye, Feng Kai, Guo Wei)                                           | 6:59.633 |

## Kobiety

### 500 m
| Medal  | Zawodniczka       | Czas   |
| Złoto  | Yang Yang (A)     | 41.187 |
| Srebro | Ewgenija Radanowa | 42.252 |
| Brąz   | Wang Chunlu       | 43.272 |

Litera A przy nazwisku „Yang Yang” jest oznaczeniem jednej z zawodniczek. Drugą zawodniczką była zaś „Yang Yang (S)”.

### 1 000 m
| Medal  | Zawodniczka   | Czas     |
| Złoto  | Yang Yang (A) | 1:36.391 |
| Srebro | Ko Gi-hyun    | 1:36.427 |
| Brąz   | Yang Yang (S) | 1:42.320 |

### 1 500 m
| Medal  | Zawodniczka       | Czas     |
| Złoto  | Ko Gi-hyun        | 2:31.581 |
| Srebro | Choi Eun-kyung    | 2:31.610 |
| Brąz   | Ewgenija Radanowa | 2:31.793 |

Choi ustanowiła nowy rekord świata w półfinałach, ale jej rodaczka Ko pobiła go w finałowym wyścigu na 1500 m.

### Sztafeta 3 000 m
| Medal  | Zawodniczki                                                                                  | Czas     |
| Złoto  | Korea Południowa (Choi Min-kyung, Joo Min-jin, Park Hye-won, Choi Eun-kyung)                 | 4:12.793 |
| Srebro | Chiny (Yang Yang (A), Yang Yang (S), Wang Chunlu, Sun Dandan)                                | 4:13.236 |
| Brąz   | Kanada (Isabelle Charest, Marie-Ève Drolet, Amelie Goulet-Nadon, Alanna Kraus, Tania Vicent) | 4:15.738 |